# قصباء
قصباء أو ذات القدم المركزي (الاسم العلمي: Centropodia)، جنس نباتات آسيوية وإفريقية من فصيلة النجيلية.
الأنواع
- Centropodia forsskalii (Vahl) Cope - الصحراء الكبرى، الشرق الأوسط، آسيا الوسطى
- Centropodia fragilis (Guinet & Sauvage) Cope - الصحراء الكبرى، شبه جزيرة سيناء، شبه الجزيرة العربية
- Centropodia glauca (Nees) Cope - كينيا، بوتسوانا، ناميبيا، جنوب أفريقيا
- Centropodia mossamedensis (Rendle) Cope - أنغولا، ناميبيا